# Anna Knoroz
Anna Knoroz (Moscú, Rusia, 30 de julio de 1970) es una atleta rusa retirada especializada en la prueba de 400 m vallas, en la que ha conseguido ser medallista de bronce europea en 1994.

## Carrera deportiva
En el Campeonato Europeo de Atletismo de 1994 ganó la medalla de bronce en los 400 m vallas, con un tiempo de 54.68 segundos, llegando a meta tras la británica Sally Gunnell (oro con 53.33 s) y la alemana Silvia Rieger (plata).